# Шизе
Шизе — гора в Абинском районе Краснодарского края, расположена на северо-западе от станицы Эриванской. Является высшей вершиной хребта Грузинка. Характер вершины пологий, пролегает с востока на запад. Южный склон направлен в сторону реки Абин. Имеются мощные скалы длиной до 1,5 км и высотой до 80—100 м.

## Этимология
Название вершины имеет адыгейские корни: адыг. шы — один, зы — конь. Название вершины можно перевести как «одинокий конь».

## История
Во времена Великой Отечественной войны гора была местом ожесточённых сражений. В данном месте линия обороны Новороссийска проходила вдоль северных склонов хребта Грузинка. У немецких войск в то время были специализированные части третьей дивизии горных стрелков, разбитых на этой горе 26 сентября 1942 года. В память об этих событиях на горе установлен обелиск.

## Растительный мир
На вершине горы произрастают дикая груша, яблоня, кизил, боярышник, шиповник. На скалистых обнажениях растёт можжевельник. В конце весны — начале лета цветёт ясенец кавказский, при контакте которого на коже появляются биологические ожоги. Данное растение опасно только во время цветения.

## Животный мир
На вершине, как и на всём хребте Грузинка встречаются кабаны, еноты-полоскуны, зайцы-русаки, изредка косули.